# Mammillaria peninsularis
Mammillaria peninsularis es una biznaga de la familia de los cactos (Cactaceae). La palabra Mammillaria viene del latín mamila: pezón o teta, y de aria: que posee, lleva; es decir: ‘que lleva mamilas’, refiriéndose a los tubérculos.

## Nombre común
- Español: biznaga pitayita.[3]

## Clasificación y descripción de la especie
Es un cactus que tiene crecimiento simple y ramificado. Sus tallos son globoso-aplanados, de hasta de 9 cm de altura y de 6 a 7 cm de diámetro. Las protuberancias del tallo (tubérculos) son piramidales, de color verde y presentan jugo lechoso, el espacio entre ellos (axilas) posee lana. Los sitios en los que se desarrollan las espinas se denominan  aréolas, en esta especie tienen forma ovada, con más o menos 6 espinas, ocasionalmente una de ellas se localizan en el centro de la aréola (centrales), es recta, de color blanco con la punta más oscura y más larga y gruesa que las espinas blancas de la orilla (radiales). Las flores son pequeñas y tienen forma de embudo, miden casi 15 mm de longitud y son amarillo verdosas. Los frutos tienen forma de chilitos, son rojos y las semillas de color pardo. Es polinizada por insectos y se dispersa por semillas.

## Distribución de la especie
Esta especie es endémica de México, se distribuye en el estado de Baja California Sur, en la región de Los Cabos.

## Ambiente terrestre
Se desarrolla desde el nivel del mar hasta 200 m s. n. m., en  matorrales xerófilos.

## Estado de conservación
Debido a sus características, esta especie ha sido extraída de su hábitat para ser comercializada de manera ilegal, aunque no se tiene cuantificación del daño que esto ha producido a las poblaciones. Se considera en la categoría Sujeta a Protección Especial (Pr) en la Norma Oficial Mexicana 059. En la lista roja de la UICN se considera En Peligro (EN).

## Importancia cultural y usos
Ornamental